# ريتشارد رودريغيز (لاعب كرة قدم)
ريتشارد رودريغيز (بالإسبانية: Richard Rodríguez)‏ هو لاعب كرة قدم أوروغواياني في مركزي الوسط والدفاع، ولد في 13 يوليو 1992 في Toledo, Uruguay ‏ في الأوروغواي. لعب مع نادي رينتيستاس.

## وصلات خارجية
- ريتشارد رودريغيز على موقع قاعدة بيانات كرة القدم.إي يو (الإنجليزية)
- ريتشارد رودريغيز على موقع Soccerway.com (الإنجليزية)